# Trzebieszewo Kamieńskie
Trzebieszewo Kamieńskie – zlikwidowany kolejowy przystanek osobowy w Trzebieszewie w województwie zachodniopomorskim, w Polsce. Dworzec kolejowy znajdował się przy drodze prowadzącej do miejscowości Mokrawica - około 0,5 km od zabudowań byłej RSP w Trzebieszewie. 
Obecnie budynek zrujnowany - pozostały po nim jedynie fundamenty i pozostałości piwnic.  

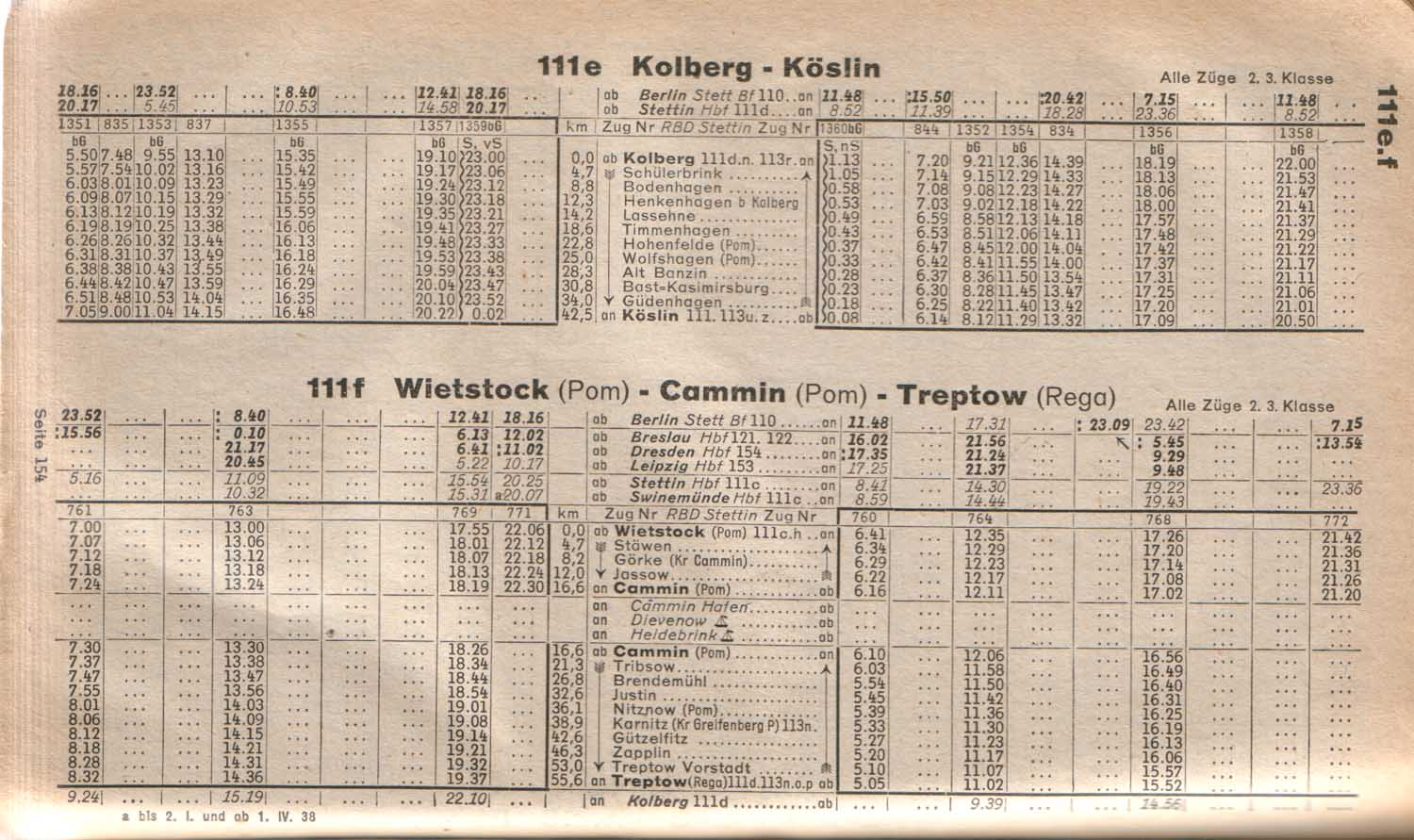
rozkład jazdy linii kolejowej Kamień - Trzebiatów sprzed 1945 r